# Nelson Okafor
Nelson Okafor (* 20. Mai 2003) ist ein deutscher Basketballspieler.

## Werdegang
Nach seiner Zeit an der Basketballakademie (BBA) Ludwigsburg, für die er in der Jugend-Basketball-Bundesliga sowie in der Nachwuchs-Basketball-Bundesliga spielte, wechselte Okafor im Sommer 2022 zu Farnese Pallacanestro in die italienische Serie C. Er bestritt neun Spiele (Mittelwert: 15,6 Punkte je Begegnung) für die Mannschaft in der Silber-Staffel der Serie C und wechselte im Januar 2023 zu Dinamo Brindisi in die Gold-Staffel der Serie C. Für Brindisi kam Okafor auf elf Einsätze (Mittelwert: 4,6 Punkte je Begegnung).
In der Sommerpause 2023 wurde Okafor vom deutschen Zweitligisten Nürnberg Falcons BC unter Vertrag genommen.